# Romeo Panciroli
Romeo Panciroli (Codemondo, 21 novembre 1923 – Roma, 16 marzo 2006) è stato un arcivescovo cattolico italiano.

## Biografia
Nasce a Codemondo, frazione di Reggio Emilia, città capoluogo di provincia e sede vescovile, il 21 novembre 1923. Primo di nove figli (otto fratelli e una sorella), si trasferisce con la famiglia a San Polo d'Enza.

### Formazione e ministero sacerdotale
Ancora giovanissimo, entra nella scuola apostolica a Padova, dove vive i suoi primi anni di formazione che prosegue poi a Brescia.
Il 7 ottobre 1941 è ammesso al noviziato di Firenze, dove ha come formatore padre Stefano Patroni. Il 7 ottobre 1943 emette i primi voti e per due anni continua gli studi a Verona, allora sede dello scolasticato filosofico. A Venegono Superiore continua gli studi in teologia ed il 24 settembre 1948 emette la professione solenne.
L'11 giugno 1949 è ordinato presbitero, nella cattedrale di Milano, dal cardinale Alfredo Ildefonso Schuster per la congregazione religiosa dei Missionari comboniani del Cuore di Gesù.
A Verona inizia a collaborare con la rivista missionaria dei comboniani Nigrizia e su richiesta di mons. Sergio Pignedoli, suo conterraneo e futuro cardinale, è inviato a Roma come segretario della presidenza centrale del comitato centrale per l'Anno Santo del 1950. Rientrato a Verona, si dedica all'insegnamento di etica e filosofia per tornare di nuovo nella capitale per collaborare con la Messis Film, produttrice di alcune decine di documentari e filmati. Dal 1959 al 1964 svolge la propria attività a Lagos, presso la delegazione apostolica in Nigeria.
Rientrato a Roma nel 1964, diventa officiale della Pontificia commissione delle comunicazioni sociali, di cui diviene, il 9 gennaio 1970, sottosegretario. Il 25 settembre 1973 è nominato segretario della medesima commissione.
Il 3 giugno 1976 papa Paolo VI lo nomina direttore ad interim della Sala stampa della Santa Sede, mentre il 5 settembre 1977 direttore.
In quegli anni, a servizio di tre pontefici: Paolo VI, Giovanni Paolo I e Giovanni Paolo II, avvia e dà impulso al settore dell'assistenza agli audiovisivi in Vaticano e delle trasmissioni televisive delle principali cerimonie pontificie in mondovisione. Fa parte del seguito papale di Giovanni Paolo II in 24 viaggi, in 54 nazioni di diversi continenti, svolgendo compiti di carattere organizzativo e di collegamento per i servizi d'informazione. Si occupa anche della realizzazione della collezione di arte moderna in Vaticano.
Il 29 settembre 1978, mons. Romeo Panciroli, in qualità di direttore della Sala stampa della Santa Sede, annuncia al mondo intero la morte di papa Giovanni Paolo I, con il seguente comunicato: 
(Comunicato ufficiale del direttore della Sala Stampa del Vaticano, Mons. Romeo Panciroli)
Il comunicato fu messo in discussione dai media dell'epoca, perché ritenuto non veritiero.

### Ministero episcopale
Il 6 novembre 1984 papa Giovanni Paolo II lo nomina arcivescovo titolare di Noba e pro-nunzio apostolico in Liberia e in Gambia nonché delegato apostolico per la Sierra Leone e la Guinea. Il 16 dicembre successivo riceve l'ordinazione episcopale, nella cattedrale di Reggio Emilia, dal cardinale Bernardin Gantin, co-consacranti l'arcivescovo Duraisamy Simon Lourdusamy (poi cardinale) ed il vescovo Gilberto Baroni. Il 1º agosto 1987 diventa pro-nunzio apostolico in Guinea. Secondo il cardinale Angelo Sodano in Africa «ebbe modo di segnalarsi per uno spiccato spirito missionario e per le delicate premure verso quelle care popolazioni».
Il 18 marzo 1992 lo stesso papa lo nomina dapprima pro-nunzio, poi, il 1º febbraio 1994, nunzio apostolico in Iran.
Nell'aprile 1999 rientra a Roma dove continua il suo servizio, in vari incarichi a disposizione della Segreteria di Stato della Santa Sede.
Il 16 marzo 2006 muore a Roma; dopo le esequie, celebrate dal cardinale Angelo Sodano nella basilica di San Pietro in Vaticano e dal vescovo Adriano Caprioli nella basilica della Madonna della Ghiara a Reggio nell'Emilia, viene sepolto a San Polo d'Enza.

## Genealogia episcopale
La genealogia episcopale è:
- Cardinale Scipione Rebiba
- Cardinale Giulio Antonio Santori
- Cardinale Girolamo Bernerio, O.P.
- Arcivescovo Galeazzo Sanvitale
- Cardinale Ludovico Ludovisi
- Cardinale Luigi Caetani
- Cardinale Ulderico Carpegna
- Cardinale Paluzzo Paluzzi Altieri degli Albertoni
- Papa Benedetto XIII
- Papa Benedetto XIV
- Papa Clemente XIII
- Cardinale Marcantonio Colonna
- Cardinale Giacinto Sigismondo Gerdil, B.
- Cardinale Giulio Maria della Somaglia
- Cardinale Carlo Odescalchi, S.I.
- Cardinale Costantino Patrizi Naro
- Cardinale Lucido Maria Parocchi
- Papa Pio X
- Papa Benedetto XV
- Papa Pio XII
- Cardinale Eugène Tisserant
- Cardinale Bernardin Gantin
- Arcivescovo Romeo Panciroli

## Opere
- Romeo Panciroli, La roccia che disseta il deserto, Reggio Emilia, Ed. Frate Francesco, 1983.
- Romeo Panciroli (a cura di), Paolo VI pellegrino apostolico, Roma, Edizioni Studium, 2001.
- Romeo Panciroli, The Audience suite papal apartments, Libreria Editrice Vaticana, 2004.
- Romeo Panciroli, Una coppia esemplare. Sergio e Domenica Bernardini, Paoline Editoriale Libri, 2006.